# Tommaso lo Slavo

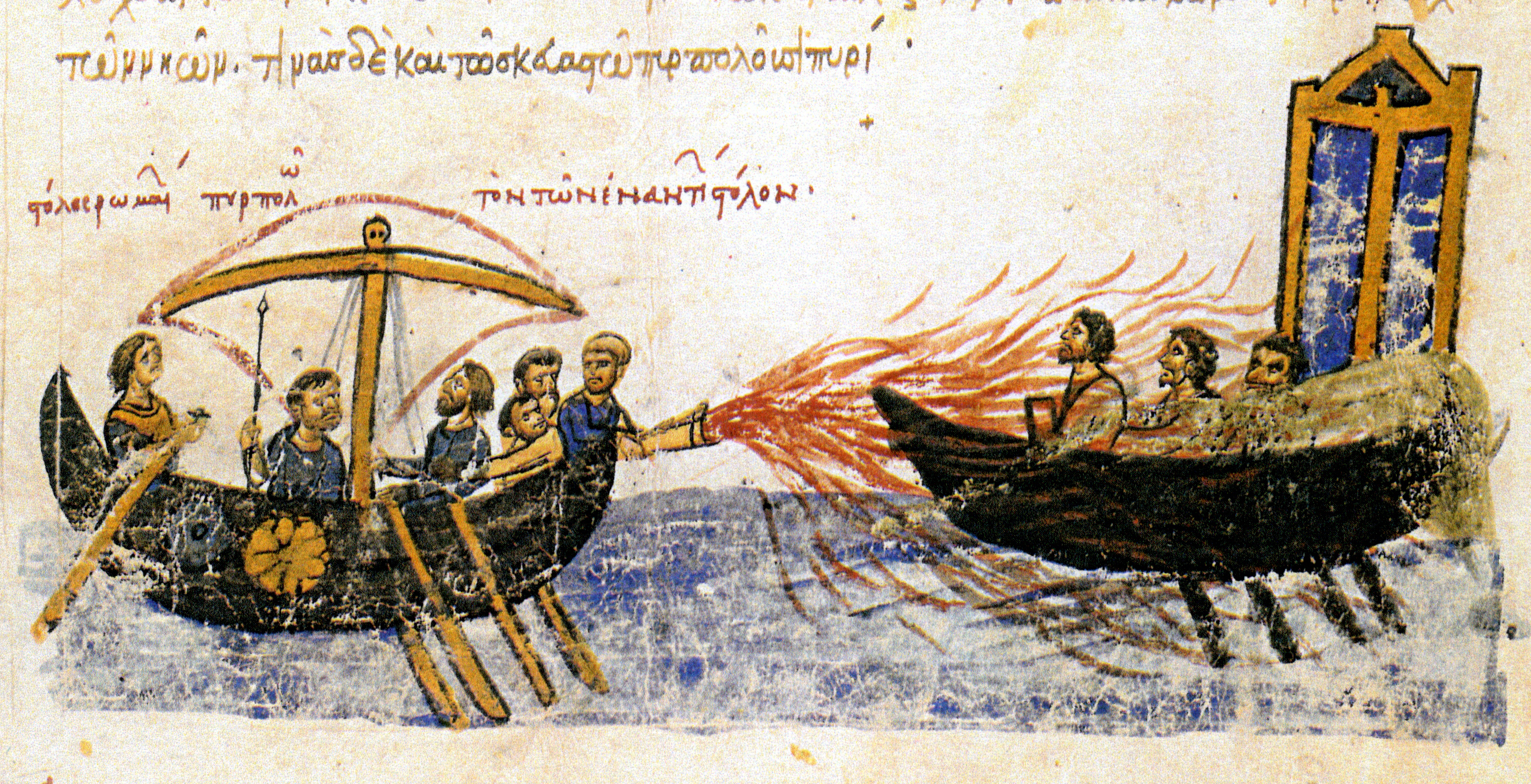
Marinai bizantini usano il fuoco greco contro il ribelle Tommaso lo Slavo (Scilitze di Madrid)

Tommaso lo Slavo (... – 823) è stato un generale bizantino.

## Biografia
Discendente degli slavi trapiantati in Asia Minore, precisamente della zona del lago Gazouron nel thema Armeniakon, fu incaricato di importanti missioni durante il regno dell'imperatore Leone V l'Armeno e gli fu affidato nell'813 il comando delle forze dei Foideratoi. Dopo la morte di Leone per opera del nuovo imperatore Michele II l'Amoriano, di cui Tommaso era stato compagno d'armi, egli si mise, nell'820, a capo di una ribellione. Nel suo racconto della guerra civile lo storico Genesio elenca i vari popoli di cui era composto l'esercito ribelle: Saraceni, Abkhazi, Geti, Alani, Chaldoi, Armeni, Vandali e aderenti alle sette eretiche dei Pauliciani e Athinganoi.
Nella parte orientale dell'impero egli si presentò come l'imperatore Costantino VI che in qualche modo era riuscito a fuggire all'accecamento mentre nella parte occidentale, dove era giunto grazie alla flotta del thema Kibyrrhaioton si presentò come campione dell'iconofilia; Tommaso si proclamava anche difensore dei più poveri, dando al suo movimento un carattere di rivolta sociale. Fu quindi incoronato dal Patriarca della città di Antiochia, controllata dai musulmani. Con l'aiuto del califfo abbaside al-Maʾmūn, Tommaso invase l'impero nella primavera dell'821 ed in poco tempo solo due themata dell'Asia Minore rimasero leali a Michele II, Opsikion e Armeniakon. Nel dicembre 821 assediò Costantinopoli. Tommaso non fu comunque in grado di oltrepassare le mura della città e si dovette ritirare nella primavera dell'823 a causa del tempo inclemente e degli attacchi dell'esercito bulgaro, guidato dal khan Omurtag, che disperse le sue truppe. Successivamente sconfitto a Diabasis da Michele II, Tommaso non ebbe perciò i mezzi per resistere quando l'imperatore lo attaccò nel suo ultimo rifugio di Arcadiopoli e lo sconfisse nell'ottobre dello stesso anno, facendolo uccidere dopo atroci torture. Una profezia riportata nelle cronache dell'epoca associava i nomi di Tommaso, Michele II e Leone V, predicendo per due di loro il trono e per il terzo la morte nel tentativo di conquistarlo.